# Групето
Групето (итал. gruppetto, што значи групица) је украс обично од четири ноте: наизменично са почетним главним тоном се додирују суседни виши и нижи тон:
 Playⓘ
 Playⓘ
 Playⓘ
Ако је било који од суседних тонова повишен или снижен, то се бележи повисилицом, односно снизилицом, изнад, односно испод знака за групето:
 Playⓘ
Понекад се знак за групето налази изнад саме главне ноте. Тада се изводи као вишеструки (наглашени) предудар:
 Playⓘ или  Playⓘ